# Pterolysippe vanelli
Pterolysippe vanelli är en ringmaskart som först beskrevs av Fauvel 1936, och fick sitt nu gällande namn av sensu Eliason 1955, emend. I den svenska databasen Dyntaxa används istället namnet Eclysippe eliasoni. Enligt Catalogue of Life ingår Pterolysippe vanelli i släktet Pterolysippe och familjen Ampharetidae, men enligt Dyntaxa är tillhörigheten istället släktet Eclysippe och familjen Ampharetidae. Enligt den svenska rödlistan är arten nära hotad i Sverige. Arten förekommer i Götaland. Artens livsmiljö är havet. Inga underarter finns listade i Catalogue of Life.